# 최억남
최억남(崔億男, 1559년 ~ 몰년 미상)은 조선 중기의 무관이다. 임진왜란 때 의병 부장으로 왜군을 물리치는 데 큰 공을 세웠다. 본관은 탐진(眈津), 자는 경대(慶大) 또는 한부(漢夫), 시호는 방촌(坊村)이다. 임진왜란 전라좌의병 부장으로 무주, 금산, 성주, 개령, 진주, 고성, 거제도, 하동 등의 지역에서 활약하였다.

## 생애
최억남은 1559년 전남 보성군 조성면 산정촌에서 첨정 최몽득의 아들로 태어났다. 1591년(선조 24) 별시 병과로 무과에 급제하였다. 관직은 훈련원 봉사(奉事)를 시작으로 전남 옥과 현감을 역임하였다. 후에 통훈대부(通訓大夫) 행(行) 훈련원정판사(訓練院正判事)에 제수되었다. 
1592년(선조 25년) 진왜란이 발발하자 500명의 의병을 이끌고 전라좌의병장 임계영의 훈련관으로 합세하여 보성에서 창의하였다. 남원에서 전라우의병장 최경회와 합세하여 무주, 금산 전투에 참여하였고,경상도로 진출하여 우부장으로서 성주성 및 개령을 탈환하는 데 큰 공을 세웠다. 경상우도 의병장인 김면, 정인홍 등과 합세하여 왜군을 물리쳤다. 김성일의 두번에 걸친 급한 요청으로 제1,2차 진주성 전투에 참가하여 제1차 전투의 승리에 공헌하고, 제2차 전투에서는 선발대로 보낸 부장 장윤과 300명 등 성안의 호남의병들을 지원하기 위해 왜군의 후방을 공격하였다. 이후 전라좌의병 부장으로 고성, 거제도 등에서 왜적을 물리치고, 하동을 방어하는데 노력을 기울였다.
상소 및 답변 내용: 1) "봉사 최억남은 날래고 용맹스러움이 남보다 뛰어날 뿐만이 아니라 분발하고 격동되어 장윤과 더불어 한마음으로 협력하여 전공을 많이 세웠으니, 각별히 상을 내려 몸소 군사들에게 앞장선 공을 표창함이 어떠하겠습니까?" 이상을 체찰사에게 아뢰나이다. 2) "부장 전 만호 장윤과 우부장 훈련원 봉사 최억남은 몸소 군사들에게 앞장서서 죽음으써 돌격하고 베고 죽인 것이 많으니 성주와 개령이 수개월 동안에 수복된 데는 그들의 공이 큽니다. 그러나 위의 사람들은 강개히 분발하여 조금도 공을 바라는 마음이 없습니다마는......공을 논하여 그 공에 상주고 그 마음을 위로함이 어떠하겠습니까?......" 3) 비변사에서 회계하기를 "신들이 임계영의 상소를 보니, 군량을 보조하고 기계를 갖추며 군공이 있는 사람에게 급급히 상을 죽어 사람마다 이것을 본받게 하여야 할 것인데도......죽음을 무릅쓰고 힘껏 싸운 사람에게 아직 상을 내리지 않았음은 과연 잘못되었습니다......상을 내려 장려하고 권면하는 뜻을 보여줌이 어떠하겠습니까?" 하니 아뢴대로 윤허하다.

## 사후
1892년(고종 29) 최억남은 동생 최남걸과 함께 일문쌍충(一門雙忠)으로 정려비(程閭碑)를 하사 받았다. 동생 최남걸(崔南傑)은 인조반정과 이괄의 난때 인종을 호종하는 임무를 수행하고, 이괄의 난을 평정하는데 공을 세워 1627년(인조 5) 정사원종공신에 녹훈되었다. 시호는 삼수재(三守齋)이고, 병조참판(兵曹參判)을 증직받았다.